# ساندور كوتشيس
ساندور كوتشيس بيتر (بالمجرية: Kocsis Sándor)‏، من مواليد 21 سبتمبر 1929 في بودابست في المجر ووفيات 22 يوليو 1979 في برشلونة الإسبانية، هو لاعب كرة قدم هنغاري، من أفضل لاعبي كرة القدم في الخمسينات، كان هداف بطولة كأس العالم لكرة القدم 1954 برصيد أحد عشر هدفاً، ووصل مع المنتخب الهنغاري للمركز الثاني في تلك البطولة.

## مسيرته الكروية
بدأ كوتشيس لعب كرة القدم في نادي كوبانياي في موسم 1943/1944، وفي الموسم الذي تلاه انتقل إلى نادي فيرينتسفاروشي، ولعب معهم لمدة خمسة مواسم، وفي عام 1950 انتقل إلى نادي إيدوش، ثم انتقل إلى نادي بودابست هونفيد في عام 1950، ولعب معهم حتى عام 1957، وفي موسم 1957/1958 انتقل إلى نادي يونغ فيلوز زيورخ.
بعدها قامت الثورة المجرية 1956، وانتقل بعدها إلى إسبانيا مثل العديد من زملاؤه بالمنتخب، وقد اختار نادي برشلونة الإسباني، ولعب له منذ عام 1958 وحتى عام 1965، وشارك خلال تلك الفترة في 75 مباراة وسجل 42 هدف، وأعير في عام 1961 إلى نادي فالنسيا الإسباني.
و قد شارك كوتشيس مع منتخب هنغاريا لكرة القدم في 68 مباراة وسجل 75 هدفا دوليا، وكان ضمن المنتخب الفائز في الميدالية الأولمبية لكرة القدم في عام 1952، وأيضا مع منتخب هنغاريا لكرة القدم الحاصل على المركز الثاني في كأس العالم لكرة القدم 1954.

## إنجازاته
منتخب هنغاريا لكرة القدم
- الميدالية الأولمبية في عام 1952

فيرينتسفاروشي
- الدوري الهنغاري في عام 1949

بودابست هونفيد
- الدوري الهنغاري في أعوام 1952 و 1954 و 1955

برشلونة
- الدوري الإسباني في أعوام 1958/1959 و 1959/1960
- كأس ملك إسبانيا في أعوام 1958/1959 و 1962/1963

## روابط خارجية
- ساندور كوتشيس على موقع الاتحاد الدولي (مؤرشف)  (الإنجليزية)
- ساندور كوتشيس على موقع قاعدة بيانات كرة القدم.إي يو (الإنجليزية)
- ساندور كوتشيس على موقع ناشيونال فوتبول تيمز (الإنجليزية)
- ساندور كوتشيس على موقع أوليمبيديا (الإنجليزية)